# اسکندر اسماعیل
سلطان اسکندر ابن المرحوم سلطان اسماعیل(جاوی: المتوکل علی ﷲ سلطان إسکندر الحاج ابن المرحوم سلطان إسماعیل الخالدی؛ ۸ آوریل ۱۹۳۲ – ۲۲ ژانویهٔ ۲۰۱۰) سلطان جوهر بود که متعاقب درگذشت پدرش سلطان اسماعیل در سال ۱۹۸۱، جانشین او گردید. او از سال ۱۹۸۴ تا ۱۹۸۹، به عنوان هشتمین یانگ دی‌پرتوان آگونگ در مقام پادشاه مشروطه مالزی بر مسند قدرت بود. سلطان اسکندر در حدود ۲۹ سال، تا هنگام مرگش در سال ۲۰۱۰ به عنوان سلطان جوهر حکمرانی کرد.